# Campeonato Mundial de Esqui Estilo Livre de 2019 - Aerials equipe misto
A prova do aerials equipe misto do Campeonato Mundial de Esqui Estilo Livre de 2019 foi realizada no dia 7 de fevereiro na cidade de Park City,  em Utah, nos Estados Unidos. 

## Medalhistas
| Ouro                                             | Prata                                       | Bronze                                                     |
| Suíça · Carol Bouvard · Nicolas Gygax · Noé Roth | China · Xu Mengtao · Sun Jiaxu · Wang Xindi | Rússia · Liubov Nikitina · Stanislav Nikitin · Maxim Burov |

## Resultados
Um total de 24 esquiadores participaram da competição, totalizando 8 equipes de três integrantes cada, sendo um integrante do sexo oposto.  A prova ocorreu dia 7 de fevereiro. 
| Pos.              | Bib        | Nacionalidade                                                                   | Final 1                   | Final 2                    |
| ----------------- | ---------- | ------------------------------------------------------------------------------- | ------------------------- | -------------------------- |
| Medalha de ouro   | 8 81 82 83 | Suíça · Carol Bouvard · Nicolas Gygax · Noé Roth                                | 279.45 72.13 96.46 110.86 | 303.08 73.71 121.68 107.69 |
| Medalha de prata  | 1 11 12 13 | China · Xu Mengtao · Sun Jiaxu · Wang Xindi                                     | 269.78 78.25 106.92 84.61 | 297.82 77.19 108.41 112.22 |
| Medalha de bronze | 6 61 62 63 | Rússia · Liubov Nikitina · Stanislav Nikitin · Maxim Burov                      | 286.24 77.80 109.35 99.09 | 296.74 85.68 93.36 117.70  |
| 4                 | 3 31 32 33 | Bielorrússia · Aliaksandra Ramanouskaya · Anton Kushnir · Maxim Gustik          | 273.94 82.36 102.66 88.92 | 272.15 81.36 114.03 76.76  |
| 5                 | 7 71 72 73 | Canadá · Catrine Lavallée · Miha Fontaine · Félix Cormier-Boucher               | 244.56 77.49 83.16 83.91  |                            |
| 6                 | 4 41 42 43 | Estados Unidos · Ashley Caldwell · Christopher Lillis · Jonathon Lillis         | 227.18 74.97 62.83 89.38  |                            |
| 7                 | 2 21 22 23 | Austrália · Brittany George · Laura Peel · David Morris                         | 218.29 70.56 77.49 70.24  |                            |
| 8                 | 5 51 52 53 | Cazaquistão · Akmarzhan Kalmurzayeva · Zhanbota Aldabergenova · Baglan Inkarbek | 178.00 39.15 85.30 53.55  |                            |

Legenda
| Recorde mundial       | Recorde mundial (World record)               |                       | Recorde africano                      | Recorde africano (African) |                                           | Q | Classificado por posição (Qualified) |
| Recorde do campeonato | Recorde do campeonato (Championship record)  | Recorde da América    | Recorde da América (Americas)         | q                          | Classificado por melhor tempo (Qualified) |   |                                      |
| Melhor marca do ano   | Melhor marca do ano (World leading)          | Recorde asiático      | Recorde asiático (Asian)              | DNS                        | Não largou (Did not start)                |   |                                      |
| Recorde nacional      | Recorde nacional (National record)           | Recorde europeu       | Recorde europeu (European)            | DNF                        | Não terminou (Did not finish)             |   |                                      |
| Recorde pessoal       | Recorde pessoal do atleta (Personal best)    | Recorde da Oceania    | Recorde da Oceania (Oceania)          | DSQ / DQ                   | Desclassificado (Disqualified)            |   |                                      |
| Recorde da temporada  | Recorde da temporada do atleta (Season best) | Recorde sul-americano | Recorde sul-americano (South America) | NM                         | Sem marca (No mark)                       |   |                                      |